# عبد الله معرفيه
عبد الله معرفيه (مواليد 13 أبريل 1992) هو لاعب كرة قدم قطري يلعب حالياً مع النادي العربي في دوري نجوم قطر كلاعب وسط أو ظهير أيمن.

## روابط خارجية
- عبد الله معرفيه على موقع قاعدة بيانات كرة القدم.إي يو (الإنجليزية)
- عبد الله معرفيه على موقع Soccerway.com (الإنجليزية)